# Grimmia mexicana
Grimmia mexicana är en bladmossart som beskrevs av Greven 1999. Grimmia mexicana ingår i släktet grimmior, och familjen Grimmiaceae. Inga underarter finns listade i Catalogue of Life.